# Amongst the Catacombs of Nephren-Ka
Amongst the Catacombs of Nephren-Ka je debutovou deskou americké deathmetalové kapely Nile.

## Seznam skladeb
1. „Smashing the Antiu“ – 02:18
2. „Barra Edinazzu“ – 02:47
3. „Kudurru Maqlu“ – 01:06
4. „Serpent Headed Mask“ – 02:18
5. „Ramses, Bringer of War“ – 04:46
6. „Stones of Sorrow“ – 04:17
7. „Die Rache Krieg Lied der Assyriche“ – 03:13
8. „The Howling of the Jinn“ – 02:35
9. „Pestilence and Iniquity“ – 01:54
10. „Opening of the Mouth“ – 03:40
11. „Beneath Eternal Oceans of Sand“ – 04:18

## Sestava
- Karl Sanders – zpěv, kytara
- Chief Spires – zpěv, baskytara
- Pete Hammoura – zpěv, bicí, perkuse